# Hella Haasse
Hella S. Haasse (de naixement Hélène Serafia Haasse; Batavia, Índies Orientals Neerlandeses —en l'actualitat Jakarta, Indonèsia—; 2 de febrer de 1918-Ámsterdam, Països Baixos; 29 de setembre de 2011) va ser una escriptora neerlandesa. Va escriure obres de teatre, poemes i assajos, però va ser coneguda principalment per les seves novel·les.

## Joventut
La seva mare va ser la pianista Katherina Diehm Winzenhöhler i el seu pare, Willem Hendrik Haasse, un inspector de finances. Haasse va passar a les Índies Orientals la major part de la seva infància, excepte de 1924 a 1928 quan va acompanyar la seva mare a seguir una cura al sanatori neerlandès de Davos (Suïssa). Amant de la lectura i del teatre, va escriure als onze anys la seva primera novel·la històrica. Durant els seus anys de secundària va descobrir la poesia. El 1938 va viatjar als Països Baixos per estudiar teatre a Amsterdam i el 1943 es va graduar és aquesta disciplina. No obstant això, el 1944 —l'any del seu matrimoni amb Jan van Lelyveld, el redactor de la revista Propria Cures— Haasse va abandonar aquest camí per dedicar-se de temps complet a l'escriptura, al principi a través de la poesia (Stroomversnelling, 1945), petites obres de teatre i textos de cabaret, i més tard principalment a la prosa.

## Influència de les Índies Orientals Neerlandeses
La novel·la curta Oeroeg (1948) va obtenir el primer lloc al concurs pel qual va ser escrita; també li va donar certa fama al públic en general. La història se situa a Indonèsia i el tema abordat consisteix en la influència recíproca entre colonitzats i colonitzadors. Oeroeg va ser adaptada al cinema el 1993 per Hans Hylkema. Els anys passats a les Índies també constitueixen una rica font d'inspiració per a altres llibres. La novel·la Els senyors del te (1992), tal vegada la més ambiciosa i benvolguda de les seves obres, tracta sobre la creació i el desenvolupament d'una explotació agrària per al cultiu de te a Java.

## La gran dama de la literatura neerlandesa
Durant la seva llarga carrera, Hella Haasse ha rebut al seu país una gran quantitat de reconeixements literaris. Al principi es va tractar de premis secundaris: el 1958 el premi Atlàntic Internacional, i el 1960 el Premi Atlàntic Internacional per De ingewijden; el 1962 el premi Visser Neerlandia per l'obra de teatre Een draad in het donker; i el 1977 el Premi Blanc Literari per Een gevaarlijke verhouding of Daal-en-Bergse brieven. El 1992, la reina Beatriu li va atorgar la Medalla d'Or de les Arts i de les Ciències de l'Ordre de la Casa d'Orange. Pel conjunt de la seva obra també ha rebut diversos premis de molt prestigi: el 1981 el Constantijn Huygens, el 1984 el Premi P.C. Hooft, el 1985 el Dr. J. van Praag i el 2004 el Premi de les Lletres neerlandeses.
Haasse ha ocupat importants càtedres universitàries. El 1986 i el 1987 va ser professora convidada de literatura a la Universitat Catòlica de Brabant a Tilburg. A continuació va ser nomenada membre d'honor de l'Acadèmia reial de llengua i de literatura neerlandeses de Bèlgica. El 1988 va rebre un doctorat honoris causa de la Universitat de Leiden i des de 1991 és membre honorari de la Societat de Lletres Neerlandeses d'aquesta ciutat.
El 1993 el Museu de Literatura de l'Haia va organitzar una exposició entorn de la seva obra amb motiu dels seus 75 anys. La novel·la Sleuteloog (2002), es van vendre 200.000 exemplars en tan sols un parell de mesos. Va ser traduït al castellà com L'ojo de la cerradura el 2006.

## Fama internacional
La traducció anglesa de Het woud der verwachting el 1989 li va brindar d'un moment a un altre la fama internacional. En l'actualitat els seus llibres s'han traduït a diverses llengües i tenen lectors al món sencer.

## Llibres[3]
- Oeroeg, 1948
- Het woud der verwachting. Het leven van Charles d'Orléans, 1949. (El bosque de la larga espera, traducción española de Javier García Alves, publicada per les editorials Edhasa (1992 i 2001), Plaza & Janés (1995) i Salvat (1995)).[6]
- De verborgen bron, 1950.
- De scharlaken stad, 1952. (La ciudad escarlata: La novela de los Borgia, traducció espanyola d'André Martin Koster, publicada per Edhasa (1993 i 2003) i Plaza & Janés (1995)).
- De ingewijden, 1957.
- Cider voor arme mensen, novela, 1960.
- Een draad in het donker. Een toneelspel in drie bedrijven, 1963.
- Een nieuwer testament, 1966. (Un gusto a almendras amargas, traducció espanyola de María del Carmen Bartolomé Corrochano i P.J. van de Paverd, publicada per Edhasa (1991) i Plaza & Janés (1995)).
- De tuinen van Bomarzo, 1968. (Los jardines de Bomarzo, traducció espanyola de Gonzalo Fernández, publicada per Rey Naranjo Editores (2016)).
- Huurders en onderhuurders. Een fictie, 1971.
- De meester van de neerdaling, 1973.
- Een gevaarlijke verhouding of Daal-en-Bergse brieven, 1976.
- Mevrouw Bentinck, of Onverenigbaarheid van karakter, 1978.
- De wegen der verbeelding, 1983.
- Berichten van het Blauwe Huis, 1986.
- De tijd een droom of Henri-René Lenormand en Nederland, 1991.
- Heren van de thee, 1992. traduït al castellà com Los señores del té per María del Carmen Bartolomé Corrochano i Diego Puls.[7][8]
- Twee verhalen : Genius loci; Het tuinhuis, 1993 i 1980.
- Transit, 1994.
- Zwanen schieten, 1997.
- Fenrir. Een lang weekend in de Ardennen, 2000.
- Sleuteloog, 2002. (El ojo de la cerradura, publicado en castellà per Edhasa en 2006)
- Het dieptelood van de herinnering (recull de texts autobiogràfics)
- Oeroeg - een begin 2004 (edició facsímil a l'ocasió del Premi de les lletres neerlandeses
- Over en weer 2005 (narrativa)
- Het tuinhuis 2006 (narrativa)
- Een kruik uit Arelate 2006 (podcast)
- Sterrenjacht 2007 (edició d'un fulletó publicat al diari Het Parool el 1950)
- De handboog der verbeelding 2007 Recull d'intervistes per Arjan Peters
- Uitzicht 2008 (assajos, retratsi reflexions)
- Lidah boeaja 2011
- Maanlicht 2012
- Irundina 2016 (obra pòstuma)